# 马里奥·伊利
马里奥·安托万·伊利（英語：Mario Antoine Elie，1963年11月26日—），美国前职业篮球运动员、教练。